# Арчил Кахетинский
Князь Арчил Мученик (груз. არჩილი, Иберийское царство — 786) — грузинский православный князь Кахетии (восточная Грузия).

## Жизнь
О биографии Арчила известно из средневекового собрания грузинских летописей, известном как «Жизнь Картли». Одна из его частей, История 800, написанная Джуаншером Джуаншериани, завершается кратким описанием пребывания Арчила в качестве князя, а другая — его мученичеством. Краткий текст неопределённого возраста (между началом IX-го и концом XI-го веков), вставленный сразу после хроники Жуаншера, узко посвящён мученичеству Арчила.
Арчил был потомком бывшей королевской династии Хосроидов (Картли) и сыном князя Стефана Кахетинского (годы правления 685—736). Его правление совпало с арабскими завоеваниями на Кавказе. Экспедиция 735-737 годов Марвана ибн Мухаммада вынудила Арчила и его брата Мириана бежать на запад через Эгриси в Абазгию, где они присоединились к войску абазгского правителя Леона I оборонявшего осаждённыую арабами Анакопию. Вернувшись в Кахетию, Арчил начал программу реконструкции и христианизации своих горных языческих подданных. В грузинских текстах также говорится о возвышении Багратидов, будущей царской династии, во времена Арчила.
Около 786 года восточная Грузия подверглась другому арабскому вторжению, на этот раз во главе с Хузаймой ибн Хазим, который был стал наместником контролируемого арабами Кавказа. Арчил в невыносимой ситуации умолял о мире. Хузайма ибн Хазим обещал Арчилу подарки в обмен на принятие ислама, но принц отказался и был приговорен к тюремному заключению. Затем наместнику сообщили, что Арчил является потомком царей Хосроидов, которые якобы знали местонахождение сокровищ, спрятанных Византийским императором Ираклием I во время эвакуации с Кавказа в 620-х годах. Ибн Хазим пытался обратить Арчила в ислам и пообещал сделать его «генералом» и «королём», но, когда осознал тщетность своих усилий, приказал обезглавить князя.
Арчил был канонизирован Грузинской Православной Церковью, которая поминает его 21 июня (4 июля н. ст.).